# Grégory Coupet
Gregory Coupet (sinh ngày 31 tháng 12 năm 1972 ở Le Puy-en-Velay, Haute-Loire) là một cựu thủ môn người Pháp, từng khoác áo Saint-Étienne, Olympique Lyonnais, Atlético de Madrid, Paris Saint Germain và đội tuyển Pháp.

## Sự nghiệp câu lạc bộ
Coupet bắt đầu sự nghiệp cùng đội bóng quê hương Club Olympique Le Puy, trước khi chuyển sang chơi chuyện nghiệp trong màu áo AS Saint-Étienne vào năm 1994. Anh có trận ra mắt ở Ligue 1 vào ngày 26 tháng 3 năm 1994 trong chiến thắng 2-0 trước Angers. Sau 3 mùa giải, anh bất ngờ chuyển sang đối thủ kình địch Olympique Lyonnais (hai thành phố chỉ cách nhau 80 km, và có một sự kình địch lâu dài). Phong độ tốt của anh đã giúp Lyon liên tục giành Cúp vô địch quốc gia từ năm 2002 và cũng thường xuyên góp mặt ở cúp C1.
Coupet đã thực hiện hai pha cản phá liên tiếp trong trận gặp FC Barcelona ở cúp C1 2001-2002, khi đầu tiên anh dùng đầu cản phá một cú đá bóng trúng xà ngang về lưới nhà của một hậu vệ Lyon, sau đó cản phá một pha đánh đầu ở cự li gần của tiền đạo Rivaldo.
Vào năm 2005, ở tuổi 33, Coupet đã lần đầu tiên được chọn vào top 10 thủ môn xuất sắc nhất thế giới. Anh về đích với 43 phiếu, đứng thứ tư sau Petr Čech, Dida và Gianluigi Buffon. Anh cũng hai lần được bầu là thủ môn xuất sắc nhất Ligue 1, vào năm 2004 và 2005.
Vào ngày 2 tháng 8 năm 2007, Coupet dính một chấn thương dây chằng trong một buổi tập. Sau đó 4 ngày anh đã phải phẫu thuật và bỏ lỡ phần còn lại của năm 2007, bao gồm trận đấu cuối cùng của Pháp ở Giải vô địch bóng đá châu Âu 2008. Sau đó anh nói đùa trên kênh trực tuyến của Lyon:
"Tin tốt là Pháp sắp có một giải rugby Thế giới và tôi sẽ có thể theo dõi nó."
Coupet trở lại đội hình vào đầu năm mới và đánh dấu sự trở lại bằng việc ra sân trong chiến thắng 4-0 của Lyon trước đội bóng hạng hai Créteil ở Cúp Quốc gia Pháp vào ngày 6 tháng 1 năm 2008. Kể từ khi anh trở lại, anh chơi toàn bộ các trận đấu của Lyon, bao gồm ở trận đấu ở cúp C1 gặp Manchester United.

### Athletico Madrid
Vào ngày 23 tháng 5 năm 2008, Coupet cho biết anh muốn kết thúc sự nghiệp ở Lyon sau trận chung kết Cúp quốc gia Pháp gặp Paris Saint Germain. Sau nhiều tuần không rõ ràng, thông tin chính thức đã được đưa ra vào ngày 7 tháng 7 năm 2008 rằng Coupet sẽ tiếp tục sự nghiệp ở câu lạc bộ Tây Ban Nha Atlético Madrid theo hợp đồng trong 2 mùa giải và có giá trị 1,5 triệu euro.

### Paris Saint Germain
Coupet không chơi nhiều trận cho Atletico, điều này khiến anh quyết định trở về Pháp thi đấu cho Paris Saint Germain. Vào ngày 28 tháng 11 năm 2009, Coupet dính một chấn thương nặng ở mắt cá và khiến anh phải lỡ phần còn lại của mùa giải.

## Sự nghiệp thi đấu quốc tế
Coupet đã có 34 trận chơi cho đội tuyển Pháp. Anh có trận ra mắt gặp đội tuyển bóng đá quốc gia Úc ở chiến dịch FIFA Confederations Cup 2001. Anh được triệu tập vào đội tuyển ở World Cup 2002 để làm dự bị cho Fabien Barthez nhưng không được ra sân trận nào. Trong năm tiếp đó, Coupet giữ sạch lưới trong 3 trận và chỉ để lọt lưới 3 bàn trong 5 trận của Pháp ở Confederations Cup 2003.
Vào tháng 2 năm 2006, tạp chí France Football đưa ra một cuộc điều tra ý kiến độc giả xem ai nên là thủ môn số 1 cho đội tuyển Pháp ở World Cup; Coupet nhận được 69 phần trăm phiếu bầu trong khi Barthez chỉ có 28 phần trăm.
Mặc dù Coupet ra sân trong 6 trên tổng số 10 trận đấu ở vòng loại cúp bóng đá thế giới 2006, huấn luyện viên Raymond Domenech bất ngờ chọn Barthez cho vị trí số một trong khung thành, điều này khiến Coupet lại phải ngồi ghế dứ bị một lần nữa. Nhiều người đã hi vọng Coupet sẽ được chọn để ra sân chính thức nhờ vào phong độ tốt ở Lyon. Điều này đã dẫn đến cuộc cãi nhau giữa Coupet và Domenech vào ngày 25 tháng 3 năm 2006 và kết quả là Coupet đã rời khỏi trại tập huấn ở Tignes cùng gia đình, nhưng sau đó anh đã trở lại và làm lành với huấn luyện viên.
Coupet trở thành thủ môn số một đội tuyển Pháp sau khi Barthez tuyên bố giải nghệ vào tháng 8 năm 2008. Anh cũng được chọn là thủ môn số 1 ở Euro 2008, để thủng lưới 6 bàn trong 3 trận và Pháp bị loại từ vòng bảng.
Ở vòng lại World Cup 2010, Hugo Lloris và Steve Mandanda được huấn luyện viên Domenech chọn là thủ môn chính, và Coupet chỉ được triệu tập vào trong vài trận.

## Danh hiệu
Lyon
- Ligue 1 - 2002, 2003, 2004, 2005, 2006, 2007, 2008
- Trophée Des Champions - 2003, 2004, 2005, 2007, 2008
- Coupe de la Ligue - 2001
- UEFA Intertoto Cup - 1997
- Peace Cup: 2007
- Coupe de France: 2008

Pháp
- FIFA Confederations Cup - 2001, 2003